# Aleksandr Panfilov
Aleksandr Panfilov (n. 11 octombrie 1960, Frunze, Republica Sovietică Socialistă Kirghiză, URSS) este un ciclist de performanță ce a reprezentat Uniunea Republicilor Sovietice Socialiste, medaliat olimpic. A participat la o ediție a Jocurilor Olimpice (1980) în care a câștigat o medalie de argint.

## Participări
Lista de mai jos prezintă principalele competiții la care a participat Aleksandr Panfilov de-a lungul carierei.
- Velosport na letnih Olimpiiskih igrah 1980 - git (mujcinî)[*]